# Joseph Schwantner
Joseph Schwantner (* 22. März 1943 in Chicago, Illinois) ist ein US-amerikanischer Komponist. Er ist Pulitzer-Preisträger.

## Leben
Seine Musikstudien absolvierte er bei Bernard Dieter am Chicago Conservatory und bei Alan Stout und Anthony Donato an der Northwestern University in Illinois. Hier promovierte er 1968. Weitere Studien folgten an der Yale University in Connecticut sowie der Eastman School of Music und der Juilliard School in New York. Von einigen namhaften Organisationen und Einrichtungen wurden ihm Stipendien zuteil, so beispielsweise das erste Charles Ives Preis der American Academy of Arts and Letters, das Guggenheim-Stipendium, das Martha Baird Rockefeller Stipendium und das Stipendien des National Endowment for the Arts. Er unterrichtete von 1968 bis 1969 am Chicago Conservatory, von 1968 bis 1969 am Pacific Lutheran University in Tacoma, von 1969 bis 1970 an der Ball State University und im Anschluss an der Eastman School of Music.
Joseph Schwantner ist einer der bedeutenden Gegenwartskomponisten der USA. Aufträge erhielt er unter anderem vom National Symphony Orchestra, den New York Philharmonic und dem Boston Symphony Orchestra, sowie vom First New York Festival of the Arts, dem Barlow Endowment for Music Composition, der Chamber Music America und der American Composers Concert Inc. In der American Academy of Arts and Letters ist er Mitglied.
Für seine Werke erhielt er zahlreiche nationale und internationale Auszeichnungen und Preise, so erhielt er 1965, 1966 und 1967 den BMI Student Composer Awards, wurde er 1979 mit dem Pulitzer-Preis für Musik ausgezeichnet und mehrfach für die Grammy Awards nominiert, den er 2012 für sein Percussion Concerto erhielt. Von 1982 bis 1985 war er Composer in Residence des Saint Louis Symphony Orchestras im Rahmen des Meet the Composer/Orchestra in Residencies Programms. Seine Werke werden von allen bekannten Orchestern und berühmten Dirigenten auf der ganzen Welt aufgeführt.

## Werke

### Werke für Orchester
- 1979 Aftertones of Infinity
- 1986 A Sudden Rainbow
- 1988 Concerto für Klavier und Orchester
- 1988 From Afar…"A Fantasy" für Gitarre und Orchester, uraufgeführt im Januar 1988 mit Sharon Isbin
- 1992 Percussion Concerto für Percussion und Orchester
- 1999 Beyond Autumn "Poem" für Horn und Orchester
- 2002 September Canticle "In Memoriam" für Orgel, Blechbläser, Percussion, präpariertes Klavier und Streicher
- 2002 Angelfire "Fantasy" für präparierte Violine und Orchester
- 2004 New Morning for the World "Daybreak of Freedom" für Sprecher und Orchester – Text: Martin Luther King
- A Play of Shadows für Flöte und Kammerorchester
- "Evening Land" Symphony für Sopran-Solo, Klavier, Cembalo und Orchester – Text: Pär Lagerkvist aus der Gedichtreihe "Aftonland," übersetzt von W.H. Auden und Leif Sjoberg
- Distant Runes and Incantations für Klavier Solo (präpariert) und Orchester
- Dreamcaller Drei Lieder für Sopran, Violine Solo und Orchester
- Freeflight "Fanfares" and "Fantasy"
- Magabunda (Witchnomad) "four Poems of Agueda Pizarro" für Sopran und Orchester
- Modus Caelestis für 12 Flöten, 12 Streicher, 3 Percussion, Celesta und Klavier
- Toward Light
- Percussion Concerto, Grammy Award for Best Classical Instrumental Solo 2012

### Werke für Blasorchester
- 1995 Concerto für Percussion und Blasorchester
- 2004 Recoil for Wind Ensemble
- From a Dark Millennium
- In evening's stillness…
- …and the mountains rising nowhere

### Kammermusik
- Soaring für Flöte und Klavier
- Black Anemones für Flöte und Klavier
- Consortium II für Flöte, Klarinette, Violine, Violoncello, Klavier und Percussion
- Distant Runes and Incantations für Flöte, Klarinette, Violine I, Violine II, Viola, Violoncello, Klavier und Percussion
- In Aeternum (Consortium IV) für Violoncello Solo und vier Spieler
- Music of Amber für Flöte, Klarinette (Bass-Klarinette), Violine, Violoncello, Klavier und Percussion
- Canticle of the Evening Bells für Flöte Solo, Oboe (Englischhorn), Klarinette, Fagott, Trompete, Horn, Posaune, Klavier, Percussion, Violine, Viola, Violoncello und Kontrabass
- Chronicon für Fagott und Klavier
- Consortium (I) für Flöte, Klarinette, Violine, Viola und Violoncello
- Diaphonia Intervallum für Alt-Saxophon, Flöte, Klavier, Klarinette, Violine I, Violine II, Viola, Violoncello I, Violoncello II und Kontrabass
- Elixir für Flöte, Klarinette, Violine, Viola, Violoncello und Klavier

### Vokalmusik mit Instrumenten
- Sparrows für Sopran Solo, Flöte (Piccolo), Klarinette, Violine, Viola, Violoncello, Klavier, Harfe und Percussion – Text: Kobayashi Issa
- Wild Angels of the Open Hills, "a cycle of five songs" für Sopran, Flöte und Harfe – Text: Ursula K. Le Guin
- Two Poems of Agueda Pizarro für Sopran und Klavier

### Werke für Tasteninstrumente
- In Aeternum II für Orgel
- Veiled Autumn (Kindertodeslied)

### Werke für Percussion
- Velocities (Moto Perpetuo) für Solo Marimbaphon